# Bangkok Challenger IV
Il Bangkok Challenger IV, nome ufficiale Wind Energy Holding Bangkok Open per ragioni di sponsorizzazione, è stato un torneo professionistico di tennis maschile giocato su campi in cemento. Faceva parte dell'ATP Challenger Tour con un montepremi di 50.000 dollari. Si è giocato solo un'edizione, che si è svolta a Bangkok in Thailandia dal 29 agosto al 4 settembre 2016.

## Albo d'oro

### Singolare
| Anno | Campione    | Finalista | Punteggio     |
| ---- | ----------- | --------- | ------------- |
| 2016 | Blaž Kavčič | Gō Soeda  | 6–0, 1–0 rit. |

### Doppio
| Anno | Campioni                                              | Finalisti                             | Punteggio   |
| ---- | ----------------------------------------------------- | ------------------------------------- | ----------- |
| 2016 | Wishaya Trongcharoenchaikul Kittipong Wachiramanowong | Sanchai Ratiwatana Sonchat Ratiwatana | 7–6(9), 6–3 |